# نقص الأكسجين الكاذب
يعود نقص الأكسجين الكاذب إلى زيادة نسبة العصارة الخلوية لثنائي نوكليوتيد الأدنين وأميد النيكوتين NAD  إلى ثنائي نوكليوتيد النيكوتين والأدنين المختزل NADH في الخلايا؛ بسبب فرط السكر في الدم .وبينت البحوث أن نقصان مستوى ثنائي نوكليوتيد النيكوتيناميد والأدنين المؤكسد +NAD خلال العمر يسبب نقص الأكسجين الكاذب، وأن ارتفاع ثنائي نوكليوتيد النيكوتيناميد و الأدنين المؤكسد +NAD النووي في الفئران الهرمة يعاكس نقص الأكسجين الكاذب، واختلال وظيفة عمليات الأيض  ، وذلك يكون عاكسا للتقدم في السن.كما من المتوقع أن تجارب الإنسان على ثنائي نوكليوتيد النيكوتيناميد والأدنين NAD سوف تبدأ عام 2014.
نقص الأكسجين الكاذب هي خاصية  شائعة في سكر الدم غير المسيطر عليه.